# Marlon Francisco Díaz
Marlon Díaz (Girón, Santander, 1 de noviembre de 1990) es un futbolista colombiano. Juega de delantero y su equipo actual es el Atlético Bucaramanga de la Categoría Primera A colombiana.

## Trayectoria
Marlon Díaz se inició en el Atlético Bucaramanga, en donde debutó en 2009, año en el que terminó goleador en el segundo semestre de la Copa Premier con 14 anotaciones, por lo que fue transferido al Deportes Tolima en 2010, pudiendo actuar solo como alternante en algunos partidos de la Copa Postobón.
En 2011, se regresó al Atlético Bucaramanga cumpliendo como delantero y compañero de José Herrera y Santiago Silvera y, para 2012, no fue tenido en cuenta para jugar en el Atlético Bucaramanga, por lo que fue cedido al Real Santander después de su paso por el club albo fue reclutado por el Valledupar f.c cumpliendo un año con 15 goles.

## Clubes
| Club                           | País     | Año            |
| ------------------------------ | -------- | -------------- |
| Atlético Bucaramanga           | Colombia | 2008-2010-2015 |
| Deportes Tolima                | Colombia | 2010           |
| Real Santander                 | Colombia | 2012           |
| Valledupar F.C                 | Colombia | 2013           |
| Compartiendo sus conocimientos | Colombia | 2017-Presente  |